# جینالوو دا سیلوا اولیویرا
جینالوو دا سیلوا اولیویرا (به پرتغالی: Genalvo da Silva Oliveira) هافبک اهل برزیل است که در شهر Itabuna و در تاریخ ۵ ژانویهٔ ۱۹۸۲ به دنیا آمده‌است.
جینالوو دا سیلوا اولیویرا در تیم‌های فوتبال اتلتیکو مینیرو سابقهٔ حضور دارد.